# Venëv
Venëv è una città della Russia europea centrale (oblast' di Tula). Appartiene amministrativamente al rajon Venëvskij, del quale è il capoluogo.
Si trova nella parte nordorientale della oblast', sulle sponde del piccolo fiume Venëvka (affluente dell'Osëtr), 52 chilometri a nord del capoluogo regionale Tula.